# Koumenberg
De Koumenberg is een kunstmatige heuvel, voormalige steenberg en park in Nederland tussen Hoensbroek, Heerlerheide en Heerlen.

## Geografie
De heuvel ligt in het oosten van Hoensbroek met ten noorden de Hoensbroekse wijk De Dem, ten noordoosten de buurt Passart van Heerlerheide, ten zuidoosten Groot Rennemig in Rennemig-Beersdal, ten zuiden bedrijventerrein De Koumen en ten westen de Hoensbroekse wijk Nieuw Lotbroek. Aan de westkant ligt de Koumenweg en aan de oostkant de Terhoevenderweg. Aan de noord- en oostkant stroomt aan de voet van de heuvel de Caumerbeek. Tijdens de mijnbouwperiode stroomde de Caumerbeek door een tunnel onder de Koumenberg. De heuvel en de beek liggen in het Bekken van Heerlen

## Geschiedenis
In 1910 begon men met de aanleg van de steenkolenmijn Oranje-Nassau III die hier de steenkolenlagen van het Zuid-Limburgs steenkoolbekken ging ontginnen. Met deze ontginning ontstond er onbruikbaar steenafval afkomstig uit de steengangen en de wasserij die men via een transportband naar de steenstort transporteerde. In de beginjaren werd dit materiaal ten zuidwesten van de mijn gestort, maar later koos men er voor ten noordwesten van de mijnzetel het steenafval te storten, waarvoor buurtschap Koumen in de jaren 1960 moest wijken.
In 1973 werd de kolenmijn gesloten. De oude steenberg werd afgevlakt en verdween onder de woonwijk Groot-Rennemig. De nieuwe steenberg, de Koumenberg, werd enigszins afgevlakt, maar de heuvel bleef bestaan en werd ingericht als wandelgebied. De Caumerbeektunnel werd uitgegraven en de beek stroomt weer in daglicht.